# 圣比特罗
圣比特罗，是西班牙卡斯蒂利亚-莱昂萨莫拉省的一个市镇。 总面积64平方公里，总人口708人（2001年），人口密度11人/平方公里。